# Kvadratisk reciprocitet
Kvadratisk reciprocitet er en sætning fra Talteori. Lad {\displaystyle \left({\frac {a}{p}}\right)} betegne Legendresymbolet, så siger sætningen følgende:
Lad {\displaystyle p} og {\displaystyle q} være to forskellige, ulige primtal. Da er {\displaystyle \left({\frac {p}{q}}\right)\left({\frac {q}{p}}\right)=(-1)^{{\frac {p-1}{2}}{\frac {q-1}{2}}}}.
Mere explicit siger sætningen, at hvis {\displaystyle p\equiv q\equiv 3{\text{ (mod }}4)}, så er {\displaystyle \left({\frac {p}{q}}\right)=-\left({\frac {q}{p}}\right)}, og hvis enten {\displaystyle p\equiv 1{\text{ (mod 4)}}}, eller {\displaystyle q\equiv 1{\text{ (mod 4)}}} er {\displaystyle \left({\frac {p}{q}}\right)=\left({\frac {q}{p}}\right)}.
 Der er for få eller ingen kildehenvisninger i denne artikel, hvilket er et problem. Du kan hjælpe ved at angive troværdige kilder til de påstande, som fremføres i artiklen.